# Коман, Владимир (футболист)
Владимир Коман (имя при рождении Владимир Владимирович Коман, венг. Vladimir Vladimirovics Koman, укр. Володимир Володимирович Коман; род. 16 марта 1989, Ужгород) — венгерский футболист, полузащитник клуба «Хатта» и национальной сборной Венгрии.

## Ранние годы
Родился в Ужгороде, но вскоре семья переехала в венгерский город Сомбатхей, где Владимир начал заниматься футболом в школе местного клуба «Халадаш».

## Карьера

### Клубная
В 15 лет он дебютировал в матче второй венгерской лиги.
В 2005 году перспективного игрока приобрела «Сампдория». Коман дебютировал в Серии A 7 апреля 2007 года, выйдя в основном составе на матч с «Торино», и отметился результативной передачей.
Сезон 2008/09 провёл в аренде в клубе серии Б «Авеллино». В сезоне 2009/10 его арендовал новичок Серии А «Бари».
14 июля 2012 года сайт «Краснодара» объявил о переходе Владимира в свои ряды.
3 сентября 2013 года на правах аренды перешёл в «Урал» до конца сезона.
1 июля 2014 года покинул «Краснодар».

### В сборной
Выступал за юношеские (до 17 и до 19 лет) сборные Венгрии.
В октябре 2009 года в составе молодёжной сборной Венгрии занял третье место на молодёжном чемпионате мира, который проходил в Египте, став лучшим бомбардиром команды и вторым бомбардиром турнира с пятью забитыми мячами.

## Семья
Его отец Владимир Коман также был футболистом и выступал за дубль киевского «Динамо». Женат на Зарине Коман.